# Charles Van der Cruyssen
Charles Van der Cruyssen (Gent, 11 juli 1874 – Florenville, 30 april 1955) was een Belgische middenstander, oorlogsvrijwilliger en trappist.

## Middenstander
Carolus Emilius Franciscus Van der Cruyssen was de oudste zoon van Charles Van der Cruyssen (een zelfstandige behanger in de Papegaaistraat in Gent) en Jeanne Moerman (kleermaakster).
Na zijn humaniorastudies in het Sint-Amanduscollege (Gent), begon Charles in 1891 te werken in de firma van zijn ouders.
In april 1896 vestigde hij zich samen met zijn broer als zelfstandige behanger. In 1904 werd hij aannemer van openbare werken en hij kreeg weldra belangrijke opdrachten (onder andere bij de bouw van de Belgische paviljoenen op de Wereldtentoonstelling van 1905 te Luik, de Wereldtentoonstelling van 1906 te Milaan en bij de heropbouw van de door brand verwoeste kermisattracties op de Wereldtentoonstelling van 1910 te Brussel, enz...). Hij stelde op bepaalde ogenblikken enkele honderden arbeiders te werk.
Ondertussen speelde Charles gaandeweg een leidende rol in de Gentse en nationale middenstandsbeweging, eerst nog onder de bescherming van Gérard Cooreman, die hem binnenloodste in het nationaal bestuur van de Katholieke Jonge Wachten waar hij heel wat belangrijke netwerken kon opbouwen. 

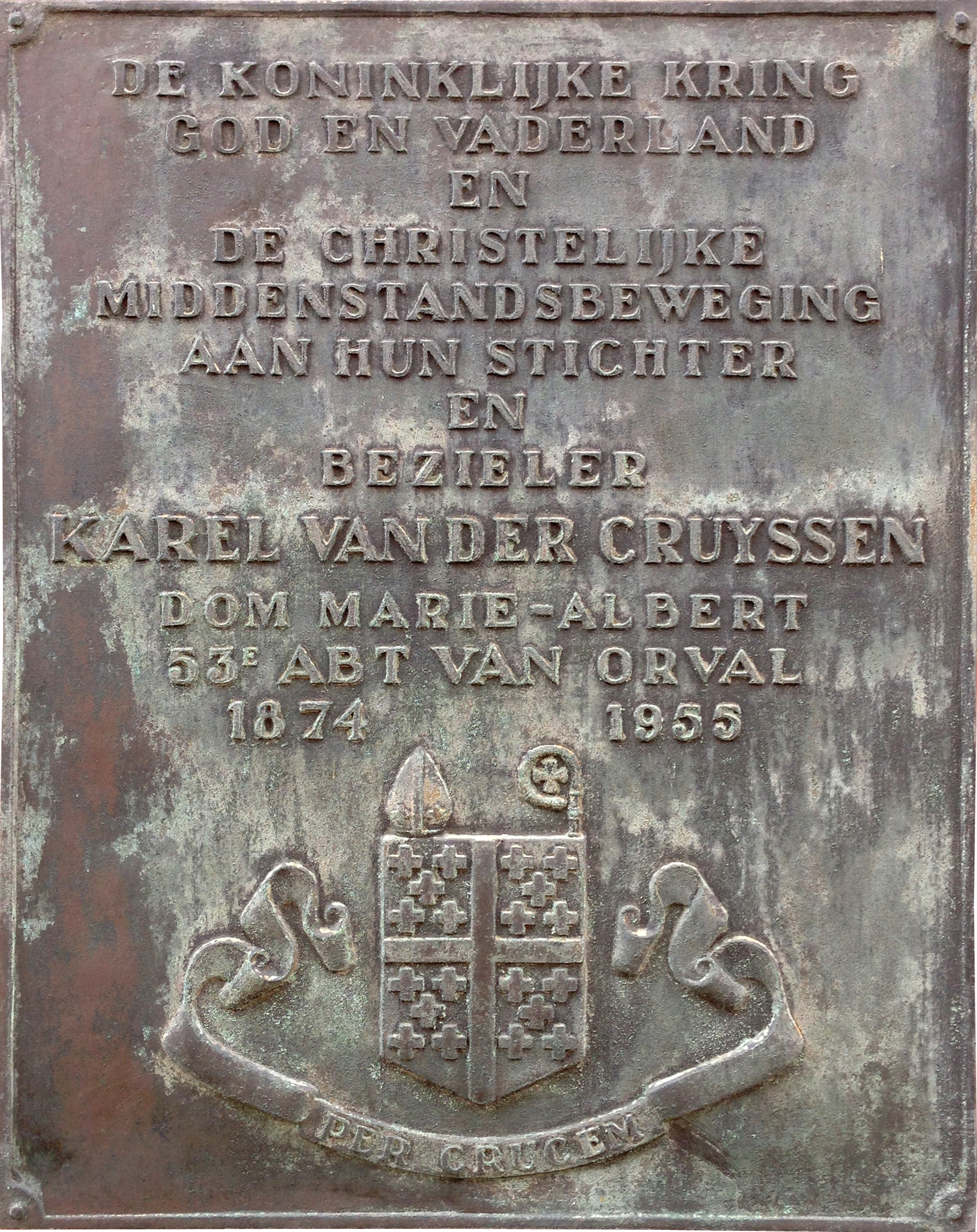
Gedenkplaat in Gent

Hij stichtte in 1905 een "Leenkas tot aankoop van kleine werktuigen" en een paar jaar later de "Belangen van de Middenstand" en ten slotte in 1913 lag hij mede aan de basis van het Katholiek Middenstandsverbond van België.
Aan een gevel in de Lange Kruisstraat in Gent hangt een gedenkplaat geschonken door De Koninklijke Kring God en Vaderland (waarvan hij een van de medeoprichters was) en De Christelijke Middenstandsbeweging.

## Oorlogsvrijwilliger
Toen in 1914 de Eerste Wereldoorlog uitbrak, meldde Charles zich als oorlogsvrijwilliger bij de Genietroepen. In september 1914 was hij al sergeant en in januari 1916 werd hij onderluitenant. In die tijd bleef hij ook zijn lijfblad "God en Vaderland / Dieu et Patrie" uitgeven en werkte verder aan zijn sociaal netwerk, o.a. door schriftelijke contacten met Frans Van Cauwelaert, die toen in Nederland verbleef en met Marie-Elisabeth Belpaire, de medeoprichtster van de De Belgische Standaard, die een goede bekende was van de toenmalige koningin der Belgen Elisabeth. 
Bij het bevrijdingsoffensief werd hij op 21 oktober 1918 te Zomergem zwaar gewond en door de Duitsers als krijgsgevangene meegenomen naar een Duits veldhospitaal te Antwerpen, van waaruit hij kon ontsnappen.
In december 1918 was hij terug in Gent, overladen met medailles (hij was een van de meest gedecoreerde soldaten van het Belgisch leger) en werd hij gevierd als een oorlogsheld.

## Trappist
Op 30 oktober 1919 nam Charles Van der Cruyssen de trein naar Frankrijk en trad er binnen in de Abdij Notre-Dame de la Grande Trappe te Soligny-la-Trappe in Normandië. Hij koos als kloosternaam Marie-Albert.
Marie-Albert Vander Cruyssen legde op 1 november 1924 zijn eeuwige geloften af en in december 1925 werd hij tot priester gewijd.

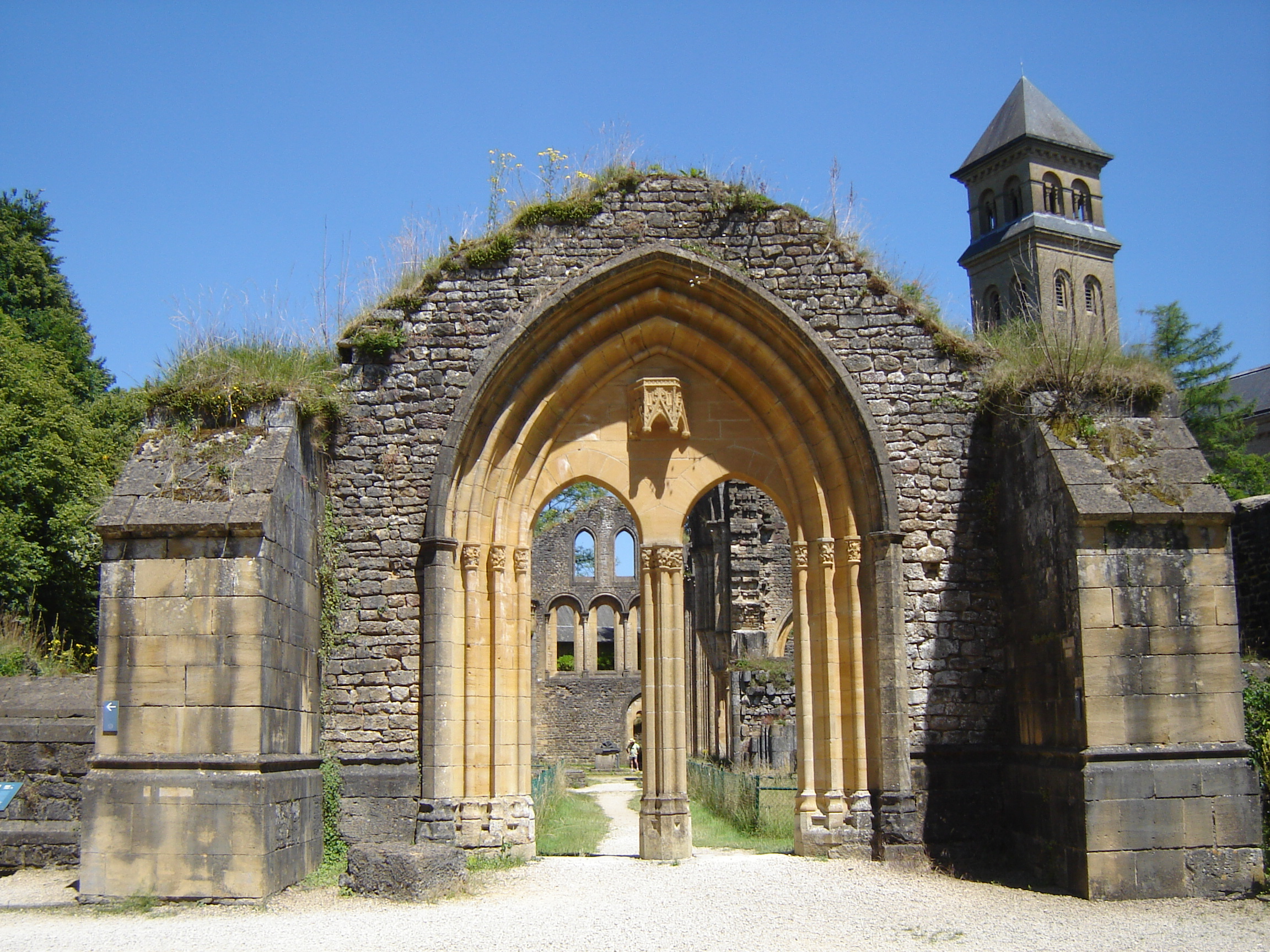
Ruïnes van de oude abdij van Orval

De oude cisterciënzer abdij Notre-Dame d'Orval was in 1793 verwoest door de Franse revolutionaire troepen en de ruïnes werden op 19 juli 1926 door de familie de Harenne geschonken aan de vzw l'abbaye de Notre Dame d'Orval die op 8 juli 1926 was opgericht door Dom Marie-Albert en enkele Gentse vrienden, waaronder Fernand van Ackere.
In de zomer van 1926 werd Dom Marie-Albert, samen met enkele andere monniken, belast met de heropbouw ervan.
Hij stelde Henri Vaes (waarmee hij vroeger reeds had samengewerkt) aan als architect voor de bouw van een monumentaal complex, dat aan honderden monniken onderdak moest verlenen. Albert Servaes, ook een studievriend, ontwierp de beroemde kruisweg in de kerk van de abdij (die in 1940 Basilica minor werd en in 1948 Basiliek).
Het geld voor de bouw kreeg hij samen door verschillende inzamelingsacties in gans België, door speciale postzegels met toeslag te verkopen en door in 1931 een brouwerij en in 1932 een kaasmakerij op te starten.
Dom Marie-Albert werd op 29 februari 1936 tot abt van de nieuwe abdij gekozen en op 10 mei werd hij gewijd. Hij was de 53ste abt van Orval en de 1ste van de nieuwe abdij. Hij koos als leuze Per Crucem (Door het kruis).
In 1949 werd hij tweemaal getroffen door een beroerte, waardoor hij vrijwel volledig werd verlamd. Op 17 oktober 1950 gaf hij zijn ontslag als abt.
Hij overleed in de abdij op 30 april 1955.

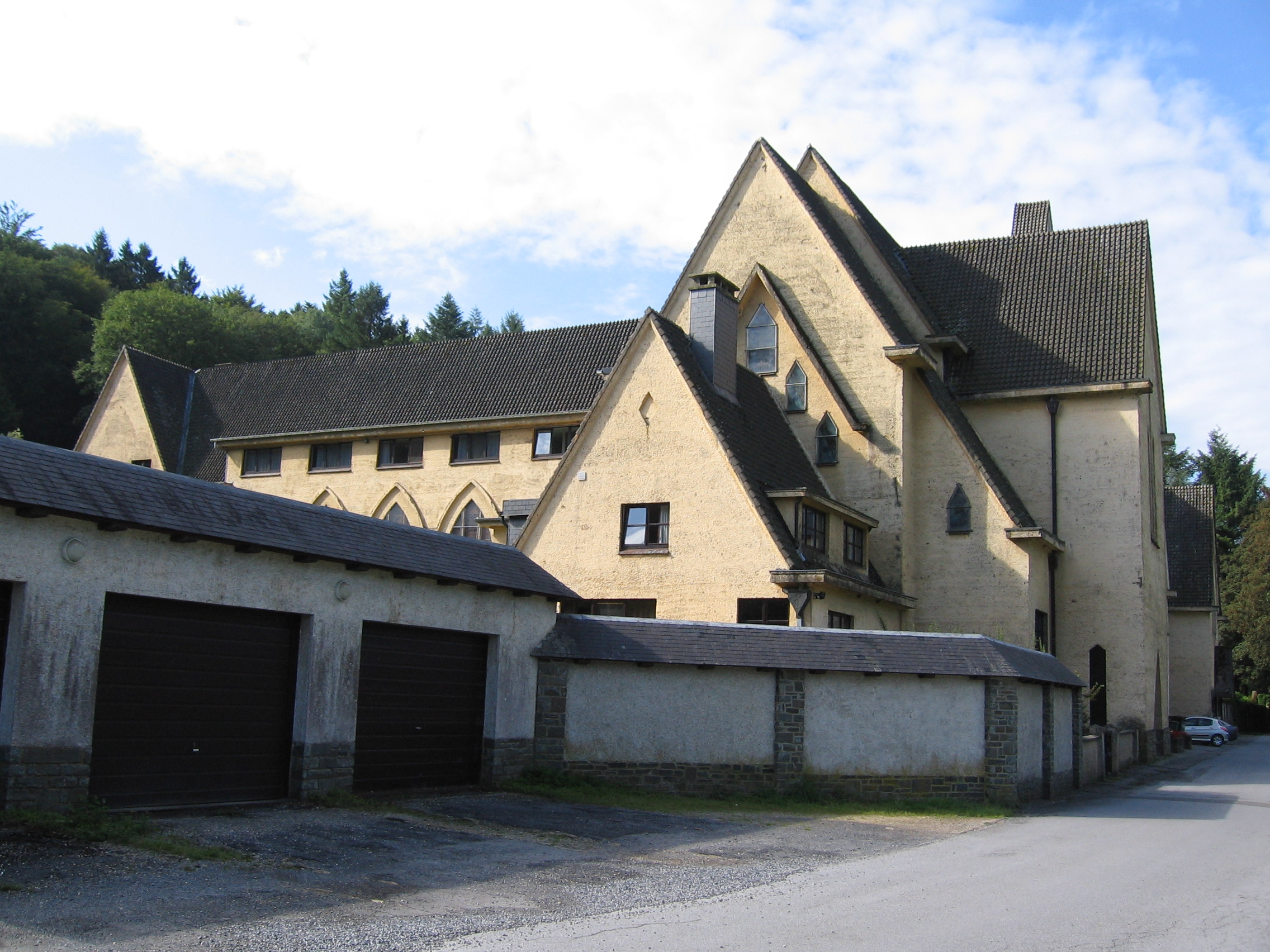
Onze-Lieve-Vrouwabdij van Clairefontaine in Cordemois

### Cordemois
De oude trappistinnen-abdij van Clairefontaine was eveneens vernietigd in 1794 en twee jaar later opgeheven.
Ook hier stelde Dom Marie-Albert Henri Vaes aan als architect voor de bouw in 1935 van een nieuwe abdij: de Onze-Lieve-Vrouwabdij van Clairefontaine in de vallei van de Semois in Cordemois, een gehucht op 3 km van Bouillon.

### Sorée
Onder de leiding van Dom Marie-Albert stichtte Julienne Angenot de priorij van de Bernardines Réparatrices in Sorée.
Hun regel werd in 1931 goedgekeurd door Thomas Louis Heylen, bisschop van het bisdom Namen en de congregatie werd definitief opgericht op 30 januari 1934. De gemeenschap werd in 1961 overgebracht naar Tilff.